# 圣西尔克
圣西尔克（法語：Saint-Cirq，法語發音：[sɛ̃ siʁk]）是法国奥克西塔尼大区塔恩-加龙省的一个市镇，属于蒙托邦区。

## 地理
圣西尔克（44°8'46"N, 1°36'21"E）面积15.96 平方千米，位于法国奧克西塔尼大區塔恩-加龙省，该省份为法国西南部内陆省份，北起顺时针与洛特省、阿韦龙省、塔恩省、上加龙省、热尔省和洛特-加龙省接壤。
与圣西尔克接壤的市镇（或旧市镇、城区）包括：科萨德、蒙泰伊、蒙里库、圣安托南-诺布勒瓦勒、塞特丰。

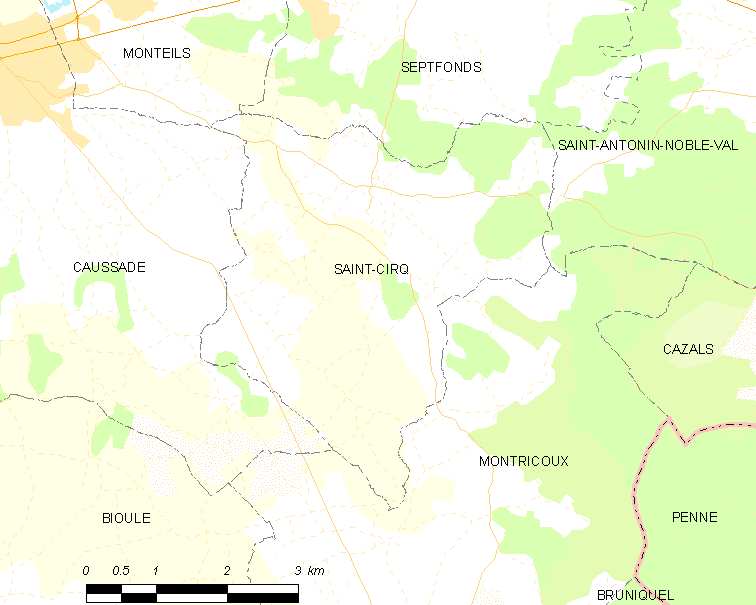
圣西尔克的OSM定位图

圣西尔克的时区为UTC+01:00、UTC+02:00（夏令时）。

## 行政
圣西尔克的邮政编码为82300，INSEE市镇编码为82159。

## 政治
圣西尔克所属的省级选区为凯尔西-鲁埃格县。

## 人口

1962-2008年间圣西尔克人口变化图示

圣西尔克于2022年1月1日时的人口数量为569人。